# Ревізорро
«Ревізорро» — телевізійне соціальне реаліті-шоу про якість закладів сфери обслуговування у Росії. Виробляється та виходить в ефір на телеканалі «Пятница!». Адаптація українського проекту «Ревізор» на російський ринок.

## Про програму
«Ревізорро» — програма телеканалу «Пятница!», що показує справжню якість послуг різних публічних закладів: готелів, хостелів, ресторанів, кафе, клубів, аквапарків та інших громадських місць, що надають різного роду послуги своїм відвідувачам. Зйомки першого випуску в місті Ставрополь почалися в лютому 2014 року.
На сайті телеканалу «Пятница!», жителі різних міст залишають відгуки про громадські заклади, які вони відвідали. На основі цих відгуків, співробітники програми «Ревізорро» складають список місць для перевірки. Сенс програми полягає в тому, що знімальна група без попередження відвідує громадське місце для того, щоб його співробітники не змогли підготуватися до їхнього візиту, і показує глядачам програми всі плюси і мінуси закладу, що перевіряється. У деяких випусках програми беруть участь прості глядачі, які разом з ведучою користуються послугами закладів, перевіряють якість їжі і чистоту приміщень. Є  російською адптацією українського проекту «Ревізор».
Власники закладів, що потрапляють під перевірку нерідко пропонують гроші співробітникам «Ревізорро» для того, щоб вони завчасно попередили їх про візит знімальної групи і показали їх заклад лише з хорошої сторони, оминаючи недоліки. Однак співробітники програми категорично відкидають подібні пропозиції так, як весь сенс програми полягає саме в неупередженому засвідченні і демонстрації справжніх фактів дійсності.

## Провідна
| Сезон | Ведучий           | Період                          |
| ----- | ----------------- | ------------------------------- |
| 1     | Олена Летюча      | з 4 червня 2014 по квітень 2016 |
| 2     | Олена Летюча      | з 4 червня 2014 по квітень 2016 |
| 3     | Олена Летюча      | з 4 червня 2014 по квітень 2016 |
| 4     | Ольга Романовська | з квітня 2016 по даний час      |